# Засоби РЕБ України
Засоби радіоелектронної боротьби (РЕБ) — це технології, які створюють перешкоди для радіозв'язку між оператором та усім радіоелектронним обладнанням противника, включаючи безпілотні літальні апарати (БПЛА), системи протиповітряної оборони (ППО) та артилерію. В Україні після повномасштабного вторгнення Росії РЕБ відіграють ключову роль у забезпеченні обороноздатності країни. Зокрема засоби радіоелектронної боротьби займаються придушенням мобільного та супутникового зв'язку для дезорієнтації противника. РЕБ мають сильний вплив на всі аспекти російсько-української війни.

## Історія розвитку
За даними “АрміяФМ” перший досвід бойового застосування українського РЕБ був ще під час миротворчого контингенту в Іраку. Завдяки засобам радіоелектронної боротьби ЗСУ не відбулося жодного підриву особового складу та техніки українського миротворчого контингенту. Тоді світ вперше почув про можливості української техніки, а статус фахівців РЕБ піднявся на високий рівень. До 2014 року засоби РЕБ в Україні виготовляли всього 4 підприємства. Три з них розташовувались в Донецьку і Донецькій області — нині ця територія окупована Росією. Заводи випускали лише вісім типів установок, здебільшого — комплекси радіоподавлення й радіоперешкод.
Після того, як у 2014 році Росія окупувала Крим та східні регіони України, потреба в РЕБ різко зросла. Виробництво цієї техніки збільшилось, долучились приватники. Однак, станом на 24 лютого 2022 року майже 65% РЕБ, які ЗСУ мали на своєму озброєнні — були ще радянського зразка.
Після початку повномасштабного російського вторгнення в Україні кількість РЕБ вітчизняного виробництва зросла вдвічі. Компанії отримують активну підтримку у кодифікації своїх виробів від платформи Brave1, це кластер для розвитку військових технологій в Україні. За рік роботи платформа об'єднала понад 50 виробників. У 2023 році Міністерство цифрової трансформації показало українську розробку комплексу РЕБ, створену у рамках програми Brave1 – Piranha AVD 360. Станом на 2024 рік в Україні майже всю частку виробництва засобів радіоелектронної боротьби «закривають» саме приватні компанії. Є ті, хто працюють в партнерстві з іноземними виробниками.

## Основні типи та системи РЕБ
Панування в електромагнітному просторі дає перевагу над противником в управлінні військами та озброєнням. Допомогти в цьому повинні засоби радіоелектронної боротьби (РЕБ), які є одними з провідних елементів нинішніх війн і не випадково мають чи не найбільшу серед усіх сучасних видів озброєнь динаміку розвитку. Українські засоби РЕБ можна поділити на кілька основних типів:

### Засоби радіоелектронної розвідки (РЕР)

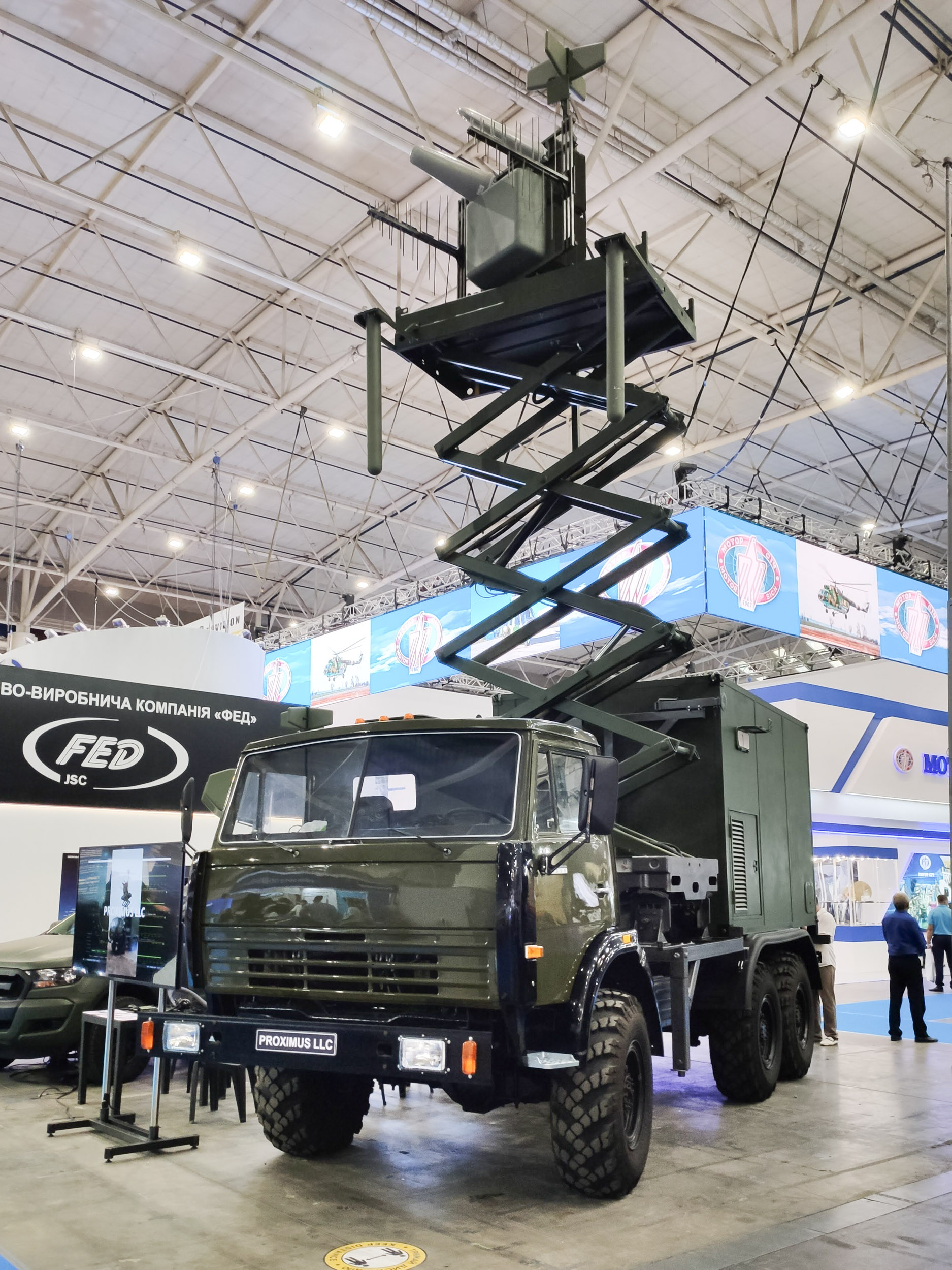
Proximus Prometheus-MF5, Kyiv 2021

Ці системи призначені для виявлення і аналізу сигналів противника. РЕР — це надважлива воєнної розвідки, адже це основний, а в багатьох випадках єдиний, спосіб добути розвідувальну інформацію. РЕР виявляє розвіддані, перехоплює та аналізує радіопередачі та радіоелектронні випромінювання. А також визначає місце перебування ворожих радіоелектронних засобів. Діє без безпосереднього контакту з об'єктами розвідки; охоплює великі відстані та простір; може працювати безперервно в різний час року і доби та при будь-якій погоді. Забезпечує високу достовірність інформації, оскільки вона виходить безпосередньо від противника. За різними оцінками засобами РЕР добувається 80– 90% первинної інформації.

### Засоби радіоелектронного придушення (РЕП)
Спрямовані на глушіння і придушення сигналів противника, включаючи радіозв'язок, системи управління дронами та інші електронні системи. РЕП протидіють будь-яким системам озброєння, які використовують радіоелектронні чи оптико-електронні (інфрачервоні або лазерні) системи для наведення або прицілювання. У своїй роботі РЕП використовують два методи: ставлять перешкоди та генерують хибні сигнали. У більшості сучасних зразках техніки радіоелектронного придушення, особливо у військово-морських силах, обидва методи використовуються в єдиній інтегрованій системі. Сюди також відносяться і хибні цілі —це обманки, які імітують реальні об’єкти. Можуть бути схожими за формою на ракету, безпілотник або інший вид озброєння, видавати теплові та радіоелектронні сліди, звуки двигуна. Обманки використовуються, аби відволікати противника та змусити його витратити боєприпаси на неіснуючий об’єкт.

### Засоби радіоелектронного захисту (РЕЗ)
Фізичний та технічний захист власних систем управління та боєздатності, а також особового складу. Фактично, РЕЗ це відповідь на заходи радіоелектронного придушення. Особливості цих двох складових — постійне змагання одне з одним. Ця модель в цілому відповідає тенденції розвитку зброї і протизброї, подібно до щита і меча. Радіоелектронний захист охоплює всі методи та засоби, які має радіоелектроніка, включно із заходами щодо забезпечення прихованості дій радіолокаційних систем, методи комплексування та дублювання, спеціальні методи перешкодостійкої обробки сигналів. Це надзвичайно важлива сфера, адже у разі слабкості радіоелектронного захисту противник може отримати всю інформацію про вразливі точки у війську.

## Технічні характеристики
На озброєнні України є різноманітні системи РЕБ. За дальністю своєї дії вони умовно поділяються на три групи: окопні, тактичні та стратегічно-оперативні.
- Окопні РЕБ власне, працюють на певних ділянках фронту, їх використовують для того, щоб прикрити від противника опорні пункти або локації, де просто зараз перебувають військові. Такі РЕБ мають відносно невелику дальність дії, до 20 км.
- Тактичні РЕБ. Такі засоби радіоелектронної боротьби мають більшу дальність — 500 кілометрів. Нині, під час російсько-української війни їх використовують не лише для прикриття військових, але й для роботи у тилу ворога. Такі РЕБ відстежують ретранслятори та повітряні цілі противника. Також вони можуть блокувати канали зв’язку, або навпаки, створювати підмінні станції. З тактичних РЕБ можна сформувати єдину мережу, якщо з’єднати їх з супутником.
- Стратегічно-оперативні РЕБ. Системи, що працюють на відстані у понад 500 кілометрів. Такі системи ефективно протидіють ворожим літакам, кораблям та іншій техніці задовго до перетину ними кордону.

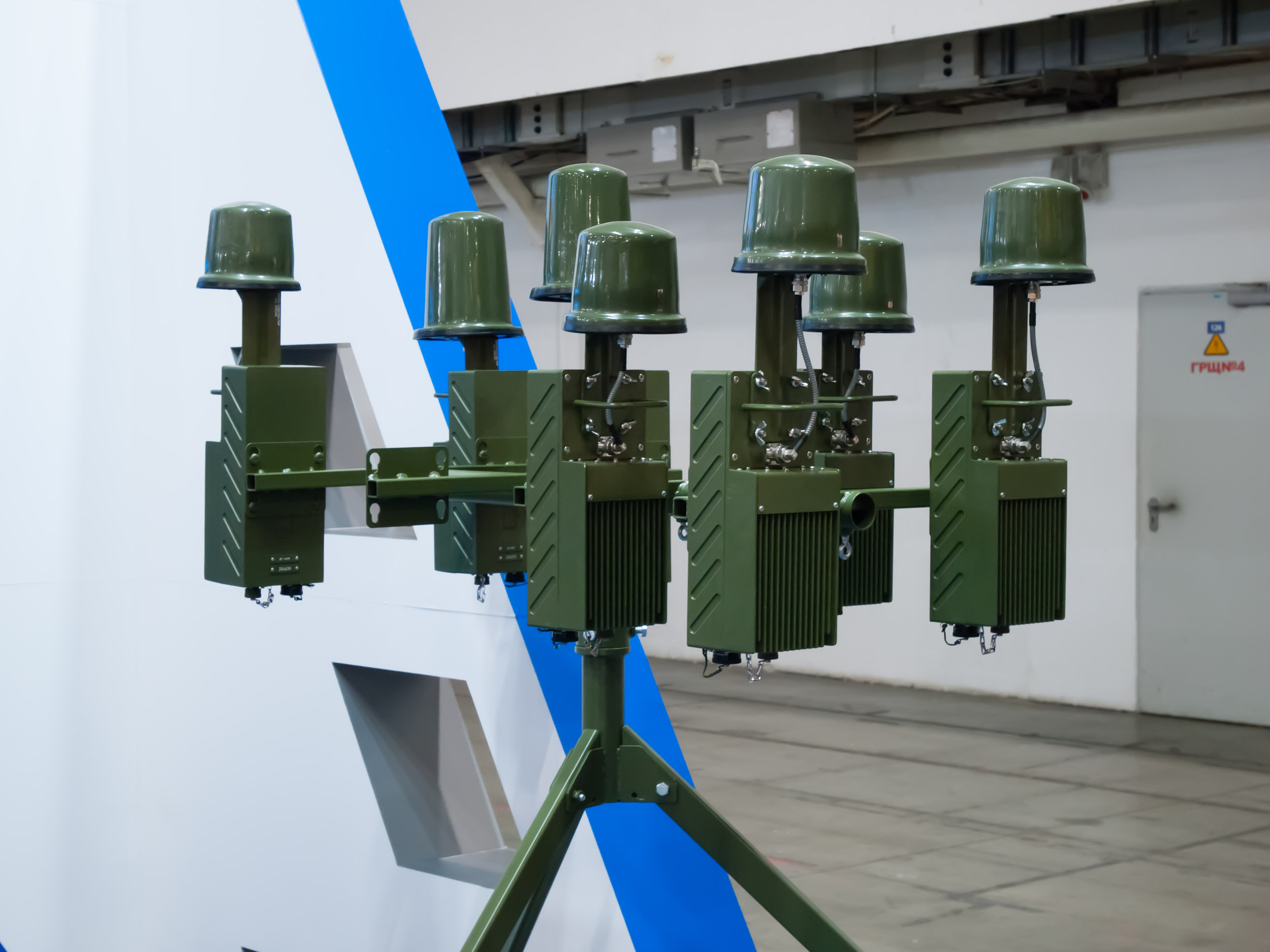
Zbroya ta Bezpeka, Kyiv 2019

Також комплекси бувають мобільними, такими, які можна легко перемістити та швидко наново розгорнути в будь-якому місці і забезпечити потужний радіоелектронний захист. Мобільні комплекси також можуть бути розміщені на автомобілях. Або є стаціонарні системи — розміщені на постійних об'єктах і забезпечують довготривалий захист важливих інфраструктурних об'єктів від радіоелектронних загроз.
Українські системи РЕБ характеризуються високою технологічністю і надійністю. Вони здатні ефективно працювати в різних умовах і протидіяти широкому спектру загроз. В лютому 2024 року в Україні запрацювала потужна система РЕБ “Покрова”, вона здатна перехоплювати російські ударні безпілотники. Комплекс використовує технологію, яка підміняє супутникові сигнали і вводить в оману навігаційні пристрої ворожих дронів. Ті відхиляються від маршруту та пролітають повз ціль або падають неушкодженими.

## Засоби РЕБ України
Деякі українські системи РЕБ не мають аналогів ні у росіян, ні на Заході. Зокрема, вони відрізняються ефективністю та компактністю. Можна відзначити наступні установки:
- Буковель. Комплект РЕБ розроблений компанією «Proximus». Перші зразки почали використовувати в зоні бойових дій АТО у 2015 році. Установка “Буковель” виявляє БПЛА противника на відстані до 100 кілометрів. Блокує сигнали передачі даних, управління, навігації за допомогою систем позиціонування GPS, ГЛОНАСС, Galileo та Beidou на відстані у 15-20 кілометрів.
- Анклав. Розроблений холдингом «Укрспецтехніка», роботи почалися ще до 2014 року, однак застосовувати їх почали вже у 2016 році у зоні бойових дій на Донбасі. РЕБ “Анклав” створює перешкоди для приймачів, що працюють на частотах навігаційних систем ГЛОНАСС та GPS. Радіус дії — до 40 кілометрів. Існує зменшена версія комплекту «Анклав-Малюк». Має вдвічі менше антен, вагу близько 15 кг, час безперервної автономної роботи зріс з 2 до 6 годин.'Zbroya ta Bezpeka' military fair, Kyiv 2018

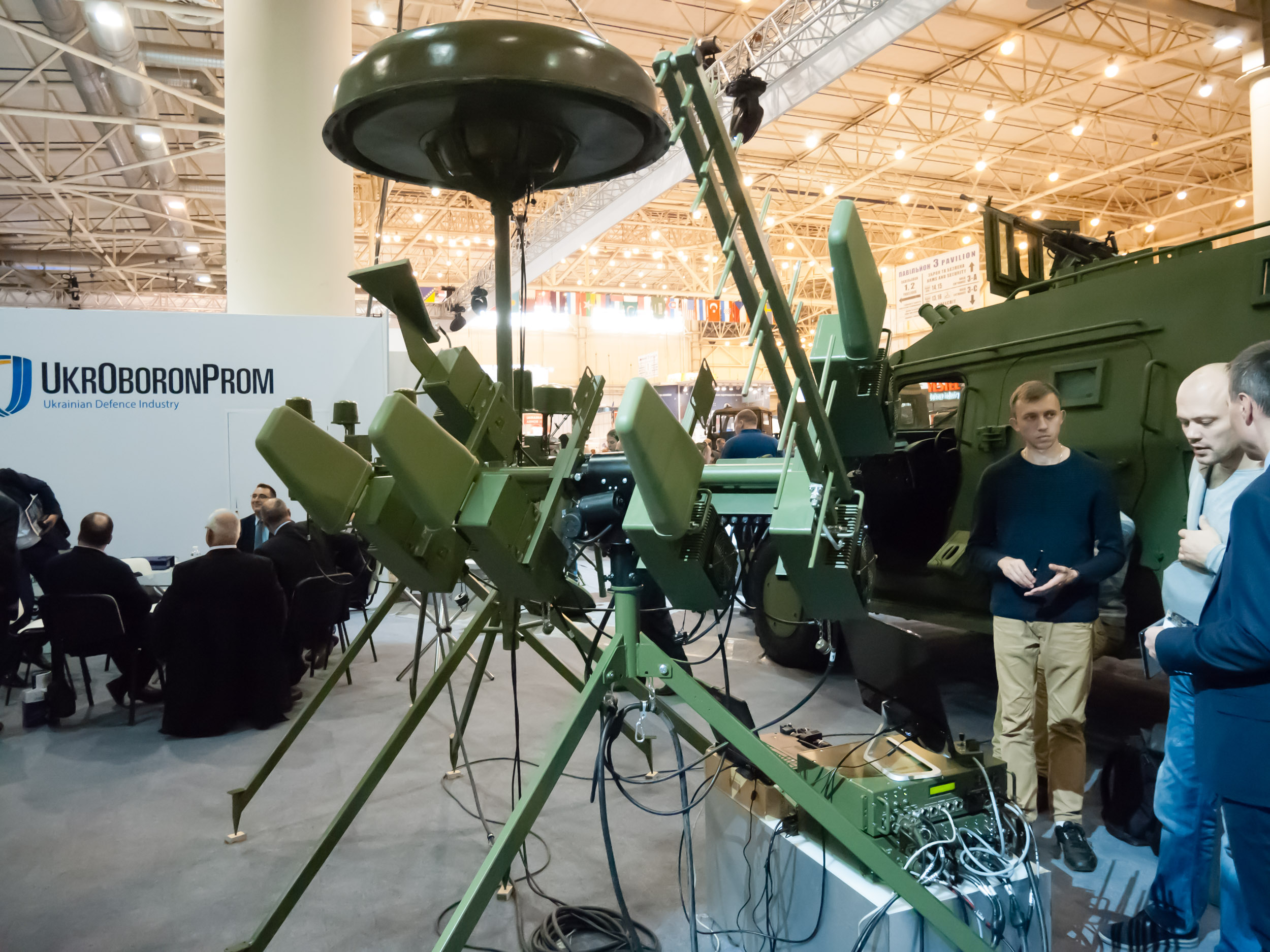
'Zbroya ta Bezpeka' military fair, Kyiv 2018

- Нота. Комплект почали розробляти паралельно з установками “Буковель” та “Анклав”, після вторгнення Росії в Україну у 2014 році. Виробник — компанія «Трітел». РЕБ здатен придушувати мережі стільникового зв'язку всіх стандартів поширених в Україні, а також може протидіяти засобам РЕБ та контрбатарейним радарам. Комплекс здатен виявляти БПЛА на відстані не менше 20 км, а протидіяти — на відстані 15 км. Стільниковий зв'язок може бути нейтралізований на відстані до 1 км.
- Геката. Розробку представили у лютому 2021 року. Комплекс виявляє та класифікує сигнали радарів, засобів радіоелектронної боротьби, протиповітряної оборони та авіації. У порівнянні з класичними стаціонарними системами радіотехнічної розвідки, “Геката” може швидко переміщатись, адаптуючись до динаміки бойових дій. Може відстежувати об’єкти на відстанях до 450 кілометрів.
- Кульбаба. Новий купольний багатодіапазонний пристрій захищає транспорт від FPV-безпілотників, що працюють на частотах 700-1010 МГц. Можна використовувати для оборони невеликих пунктів спостереження як «окопний РЕБ». Радіус дії  — 150 метрів. Комплекс “Кульбаба” використовує клеверні і квадрофілярні антени, які не мають вразливих зон на відміну від коленіарних “штирьков”. Також купольний РЕБ має можливість розширення спектра частот, з якими працює. Систему “Кульбаба 100” вже успішно випробували українські військові на фронті.
- PARASOL. Окопний РЕБ від учасника кластера Brave1. У розробника є дві модифікації РЕБ: одна захищає від російських дронів позиції, інша — техніку на відстані в межах 200 метрів.

## Застосування і ефективність
Українські комплекси РЕБ відіграють значну роль у сучасній російсько-українській війні. Вони працюють не лише на полі бою, а по всій країні, захищають критичну інфраструктуру, атомні станції та гідротехнічні споруди.
Завдяки системам РЕБ під час битви за Київ у 2022 році українські військові знищували російські бойові дрони та ефективно блокували розвідувальні апарати. Ще один з прикладів, коли РЕБ відіграли ключову роль у захисті цивільних — ракетна атака росіян у ніч на 13 січня 2023 року. Тоді країна-агресорка застосувала проти України крилаті, аеробалістичні, балістичні, авіаційні, зенітні керовані ракети та ударні дрони. Українська ППО знищила 7 крилатих ракет Х-101/х-555/Х-55 та 1 керовану авіаційну ракету Х-59. У Повітряних силах зазначили, що ще понад 20 засобів повітряного нападу не потрапили в статистику збитих, адже завдяки активній роботі засобів радіоелектронної боротьби просто втратили керування. Американський аналітичний центр "Інститут вивчення війни" (ISW) назвав цю подію "зміною" можливостей українського РЕБу. Там зазначили, що раніше можливості радіоелектронної боротьби використовували для виведення з ладу безпілотників, але не ракет.
На фронті ж, лише протягом тижня, з 18 до 24 липня 2024 року бійці підрозділів радіоелектронної боротьби зуміли знешкодити майже 8 тисяч російських безпілотників. Про результати роботи українських РЕБ повідомив командувач Сухопутними військами, генерал-лейтенант Олександр Павлюк. Він опублікував статистику, засоби РЕБ "пригнітили" 7 916 БПЛА противника. З них дронів типу "крило" — 4 313 одиниць, FPV-дронів — 3 603 одиниць.
Підрахунки показують, що на 700-кілометровій лінії фронту примусово "саджали" 1 979 дронів на добу або 82 — на годину.

## Міжнародна співпраця
Україна активно співпрацює з іншими країнами у сфері виробництва РЕБ, фахівці регулярно беруть участь у міжнародних навчаннях і обміну досвідом. А 17 лютого 2024 року офіційно почала роботу Коаліція дронів. Це організація країн, які беруть участь у виробництві та передачі Україні безпілотних літальних апаратів, в тому числі і РЕБ, для відбиття російських атак. Лідерами коаліції є Велика Британія та Латвія, до роботи долучились також Данія, Естонія, Литва, Канада, Нідерланди, Німеччина та Швеція.

## Перспективи розвитку
Україна продовжує активно розвивати свої можливості у сфері РЕБ. Впроваджує нові технології аби покращити ефективність сучасних систем, збільшує обсяги виробництва. На квітень 2024 року, за даними порталу Мілітарний, в Україні понад 50 виробників працюють над системами радіоелектронної боротьби (РЕБ) та радіоелектронної розвідки (РЕР). А кластер оборонних технологій Brave1, який безпосередньо працює з розробниками, повідомляє, що на платформі Brave1 зареєстровано понад 100 розробок у сфері РЕБ.
Крім того, Україна планує посилити міжнародну співпрацю для обміну досвідом і технологіями, що дозволить підвищити ефективність українських засобів РЕБ на світовому рівні.